# 萨涅和古杜莱
萨涅和古杜莱（法語：Sagnes-et-Goudoulet，法語發音：[saɲ e ɡudulɛ]）是法国阿尔代什省的一个市镇，属于拉让蒂耶尔区。

## 地理
萨涅和古杜莱（44°47'25"N, 4°13'33"E）面积25.02 平方千米，位于法国奥弗涅-罗讷-阿尔卑斯大区阿尔代什省，该省份为法国东南部内陆省份，北起顺时针与卢瓦尔省、伊泽尔省、德龙省、沃克吕兹省、加尔省、洛泽尔省和上盧瓦爾省接壤。
与萨涅和古杜莱接壤的市镇（或旧市镇、城区）包括：比尔泽、拉尚拉斐尔、佩雷尔、圣昂代奥勒-德富尔沙德、圣厄拉利、圣马夏尔、于斯克拉德和里约托尔。

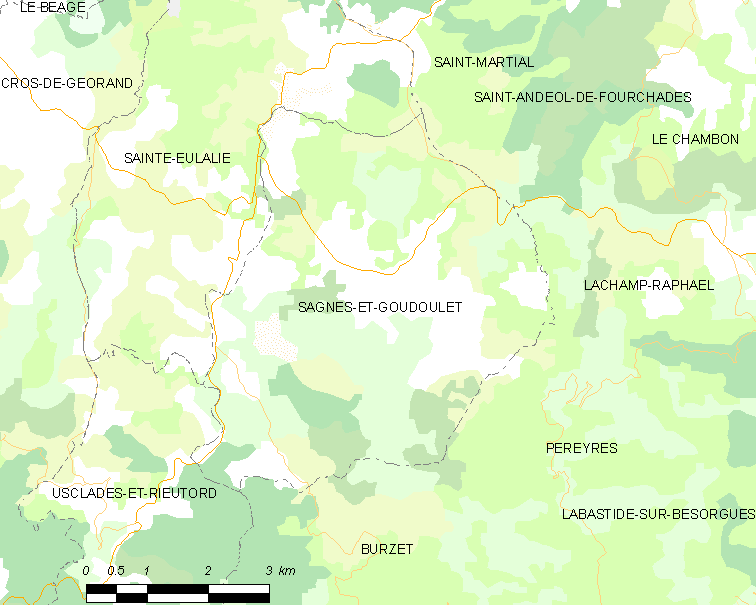
萨涅和古杜莱的OSM定位图

萨涅和古杜莱的时区为UTC+01:00、UTC+02:00（夏令时）。

## 行政
萨涅和古杜莱的邮政编码为07450，INSEE市镇编码为07203。

## 政治
萨涅和古杜莱所属的省级选区为上阿尔代什县。

## 人口

1962-2008年间萨涅和古杜莱人口变化图示

萨涅和古杜莱于2022年1月1日时的人口数量为119人。